# Fundação Japão
Fundação Japão (Kokusai Koryu Kikin, [国際交流基金] Erro: {{japonês}}: texto da transliteração contém caractere não latino (pos 1) (ajuda)) é uma instituição fundada em 1972 vinculada ao Ministério de Relações Exteriores do Japão que tem o objetivo de divulgar a cultura japonesa e promover a interação com outros países, desenvolvendo o intercâmbio artístico.

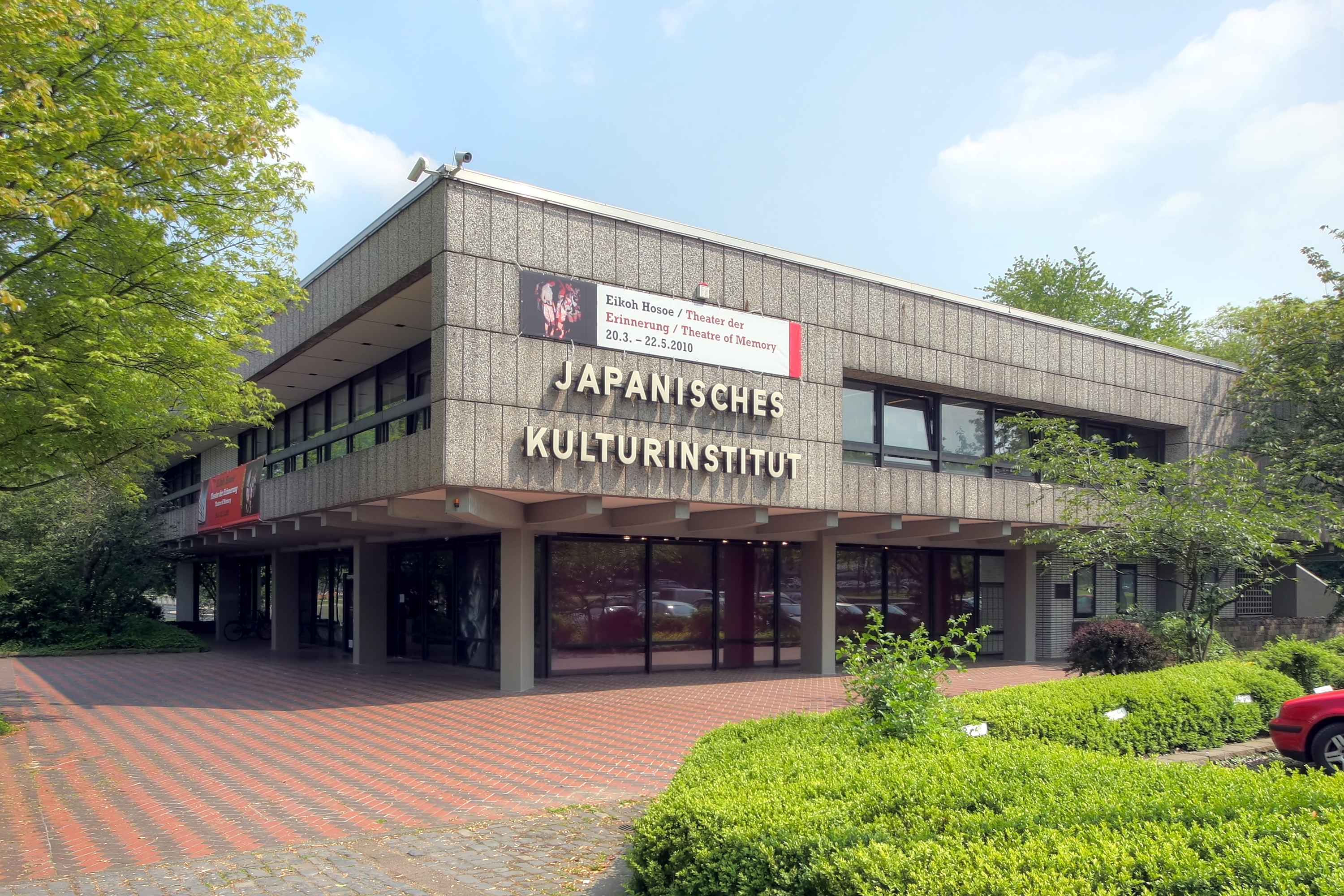
Prédio do "Japanisches Kulturinstitut" em Colônia, Alemanha

No Brasil, sua sede fica no bairro do Paraíso, em São Paulo, a Fundação Japão espalha a cultura japonesa através do ensino da língua, apresentações musicais, peças teatrais, exposições, cursos, workshops e mostras de cinema. A instituição conta com biblioteca com livros sobre o idioma, títulos da literatura e cultura em geral e as principais revistas e jornais do Japão. CDs e DVDs complementam o acervo audiovisual e também ficam à disposição para consultas e empréstimos.

## Lugares do mundo onde há a Fundação
- Alemanha (Colônia)
- Austrália (Sydney)
- Brasil (São Paulo)
- Camboja (Phnom Penh)
- Canadá (Toronto)
- China (Pequim)
- Coreia do Sul (Seul)
- Egito (Cairo)
- Espanha (Madrid)
- Estados Unidos (Los Angeles e Nova Iorque)
- Filipinas (Manila)
- França (Paris)
- Hungria (Budapeste)
- Índia (Nova Deli)
- Indonésia (Jacarta)
- Itália (Roma)
- Laos (Vientiane)
- Malásia (Kuala Lumpur)
- México (Cidade do México)
- Myanmar (Rangum)
- Peru (Lima)
- Reino Unido (Londres)
- Rússia (Moscovo)
- Tailândia (Banguecoque) (Também abriga o escritório do Sudeste Asiático)
- Vietname (Hanói)